# Neusser Privatschule
Die Neusser Privatschule (NEPS) ist eine 1971 gegründete Privatschule im Neusser Barbaraviertel westlich von Düsseldorf-Heerdt im Rhein-Kreis Neuss, die ein Baudenkmal als Schulgebäude nutzt. Sie ist nach dem Schulgesetz des Landes Nordrhein-Westfalen staatlich anerkannt und bereitet ab der Klasse 5 auf die Fachoberschulreife nach Klasse 10 (FOR) und das Abitur nach Klasse 13 (G9) vor. Als Ergänzungsschule kann sie selbst keine Prüfungen abnehmen. Daher werden externe Prüfungen zur Fachoberschulreife und Abitur für Nichtschüler im Düsseldorfer Stadtteil Benrath durchgeführt. Die Neusser Privatschule bietet kleinere Klassenstärken und mehr Unterricht in den Hauptfächern als staatliche Schulen. Während der Coronavirus-Pandemie wurde im März 2020 der online Unterricht, über Microsoft Teams, eingeführt.

## Schulgebäude
Die Schule befindet sich in einem unter der Nr. 2/010 (1/219) seit 1992 denkmalgeschützten ehemaligen Verwaltungsgebäude. Der 1929 nach Plänen des Architekten Fritz Hildebrand, Düsseldorf fertiggestellte 3-geschossige Backsteinbau mit 4-geschossigem Mittelteil in 4 Achsen und Seitenflügeln in je 4 Achsen verfügt über ein hohes abgewalmtes Ziegeldach. Das Gebäude hat 3 Schauseiten mit gekanteter Pilastergliederung. An der Rückseite befindet sich ein später eingefügter Balkon. Die Hauptfassade besteht aus kräftigem Sohlbankgesims aus Kunstsandstein im Erdgeschoss, sparsam eingefügter Backsteinornamentik, Portalumrahmung in Kunstsandstein sowie kräftigen Dachgesims. Innen gibt es ein Treppenhaus aus Kunststein mit originalem Holzgeländer; ein zweites Treppenhaus wurde durch Fahrstuhleinbau Ende der 60er Jahre verändert. Fenster und Türen wurden erneuert. Das Gebäude wurde unter Denkmalschutz gestellt, weil es als qualitätvolles Beispiel eines traditionalistischen Verwaltungsbaus der 20er Jahre mit expressionistischen Details, insbesondere aus architektur- und ortsgeschichtlichen Gründen, erhaltenswert ist.